# Neomonoceratina microreticulata
Neomonoceratina microreticulata is een mosselkreeftjessoort uit de familie van de Schizocytheridae. De wetenschappelijke naam van de soort is voor het eerst geldig gepubliceerd in 1948 door Kingma.